# Sukamukti (Jalaksana)
Sukamukti is een bestuurslaag in het regentschap Kuningan van de provincie West-Java, Indonesië. Sukamukti telt 3529 inwoners (volkstelling 2010).